# ألعاب الفيديو في 1972
شهدت 1972 إصدار أول لعبة صندوق ألعاب ناجحة تجاريًا بونغ، وأول منصة ألعاب فيديو ماغنافوكس أوديسي.

## أحداث
- كانت بونغ أول لعبة فيديو لصندوق الألعاب ناجحة تجاريًا. ظهرت أول مرة في خزانة نموذج في حانة أندي كاب.[1]
- بعد المبيعات الضعيفة للعبة كومبيوتر سبيس، ترك نولان بوشنل شركة ناتنغ وشركاه لينقل هندسته للعملات المعدنية وشركته للتصميم مع تيد دابني إلى شركة كاملة. بعد بداية عمل الشركة رسميًا، اكتشف بوشنل أن هناك شركة تسقيف تستخدم اسم شركته سيزيغي (Syzygy). ولذلك غير اسمه شركته الجديدة إلى آتاري.[2]

### مايو
- 24 مايو: كشفت ماغنافوكس النقاب عن ماغنافوكس أوديسي، أول منصة ألعاب فيديو، في مؤتمر ببورلينغامي بولاية كاليفورنيا. أرسلت ناتنغ وشركاه مُصنِّع كومبيوتر سبيس نولان بوشنل لمراقبة الإطلاق. ذكر بوشنل أنه وجد الجهاز مخيبًا للآمال، ولم يعبر عن أي اهتمام على المنافسة.[2]

## إصدارات جديرة بالذكر

### منصات ألعاب فيديو
- سبتمبر: بدأت ماغنافوكس ببيع ماغنافوكس أوديسي عبر منافذها للتجزئة.[2]
- 29 نوفمبر: أصدرت آتاري لعبتها الأولى لصندوق الألعاب، بونغ من تطوير ألان ألكورن.[2]

### ألعاب
- برمج غريغوري يوب لعبة اصطياد الومبوس، سلف مبكر لنوع الأدب التفاعلي، بلغة بيسيك للحواسيب الكبيرة.[3]
- برمج دون داغلو لعبة ستار تريك على الحاسوب الكبير بي دي بي-10 في كلية بومونا. الجدير بالذكر أنها لعبة مختلفة عن لعبة ستار تريك لعام 1971.[4]
- سيفيليزيشن (لا تتعلق بألعاب سيفيليزيشن لسيد ماير) كُتِبت على الحاسوب الصغير إتش بي 2000 في كلية ولاية إيفرغرين. أُعيد كتابة اللعبة وعُرِفت باسم كلاسيكية الإمبراطورية.[5]